# Jón Sveinsson
Jón Sveinsson (n. 16 noiembrie 1857, Akureyri, Northeastern Region⁠(d), Islanda – d. 16 octombrie 1944, Köln, Germania Nazistă) a fost un scriitor islandez.